# (8733) Ohsugi
(8733) Ohsugi est un astéroïde de la ceinture principale.

## Description
(8733) Ohsugi est un astéroïde de la ceinture principale. Il fut découvert le 20 décembre 1996 à Ōizumi par Takao Kobayashi. Il présente une orbite caractérisée par un demi-grand axe de 2,79 UA, une excentricité de 0,08 et une inclinaison de 2,7° par rapport à l'écliptique.

## Compléments